# Hilal Yego
Pour les articles homonymes, voir Yego.
Hilal Yego (né Hillary Kipsang Yego le 2 avril 1992) est un athlète kényan naturalisé turc en 2020, spécialiste du 3 000 mètres steeple.

## Biographie
Vainqueur du 2 000 m steeple lors des championnats du monde cadets 2009 à Bressanone en Italie, il se distingue en 2011 dans l'une de ses premières apparitions sur le circuit professionnel en prenant la troisième place du 3 000 mètres steeple du meeting de Shanghai, et en établissant un nouveau record personnel en 8 min 7 s 71.
En mai 2013, toujours à Shanghai, Hillary Yego porte son record personnel sur 3 000 m steeple à 8 min 3 s 57, se classant troisième du meeting derrière ses compatriotes Conseslus Kipruto et Paul Kipsiele Koech. Non qualifié pour les championnats du monde de Moscou, il remporte fin août le meeting Ligue de diamant du DN Galan, à Stockholm, en devançant notamment Conseslus Kipruto, deuxième à Moscou. 
Il est naturalisé turc le 3 février 2020, et peut concourir pour le pays immédiatement. 

## Palmarès
| Date | Compétition                  | Lieu       | Résultat | Épreuve         |
| ---- | ---------------------------- | ---------- | -------- | --------------- |
| 2009 | Championnats du monde cadets | Bressanone | 1er      | 2 000 m steeple |

### Records
| Épreuve         | Performance    | Lieu      | Date           |
| --------------- | -------------- | --------- | -------------- |
| 3 000 m steeple | 8 min 3 s 57   | Shanghai  | 18 mai 2013    |
| Semi-marathon   | 1 h 2 min 26 s | Cantalejo | 9 octobre 2011 |